# Палаццо

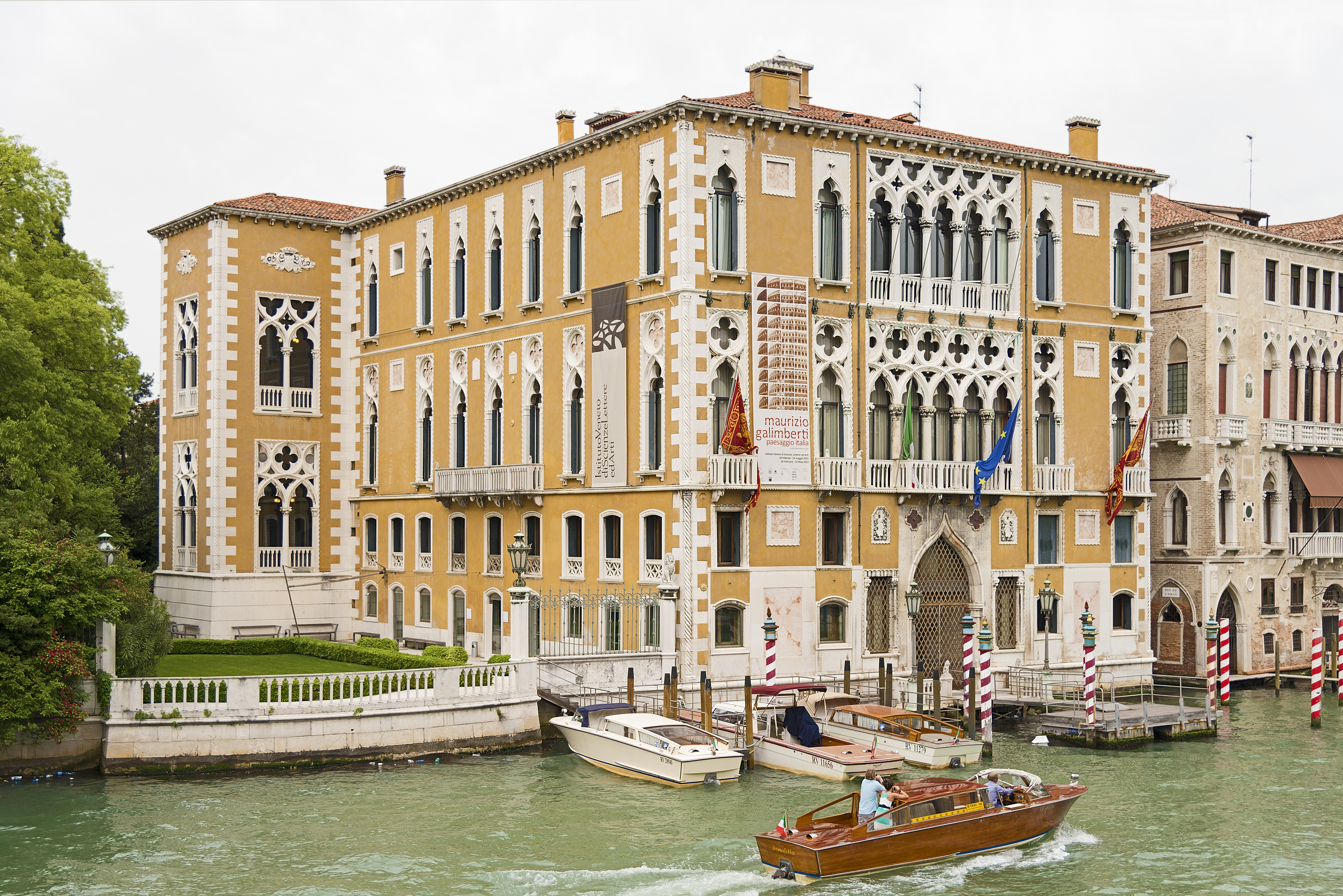
Готичне Палаццо Каваллі-Франкетті, Венеція, 15 століття

Палаццо (італ. palazzo) — еквівалент слова «палац» в італійській мові.

## Історія терміна
Слова «palazzo» в італійській, «palace» в англійській та «палац» в українській мові походять від назви пагорба Палатин в Римі. На цьому пагорбі патриціанський рід Юліїв облаштував свою садибу із палацом і садом. Коли Октавіан став римським імператором, назва Палатин стала синонімом імператорської резиденції. В 15-18 століттях палаццо називали в Італії міський палац-садибу, яка здебільшого мала величний вуличний фасад та внутрішній двір з арковими галереями.

## Стилістика
Архітектурний стиль палаццо складався в 15 столітті переважно у Флоренції. Класичне флорентійське палаццо являло собою триповерхову (рідше двох- або чотириповерхову) будівлю, яке виходило фасадом на вулицю. Композиційним центром слугував внутрішній двір, обнесений арковими галереями. Ранні палаццо відрізнялися замкнутістю і монолітністю простору, суворістю зовнішнього вигляду і мали фасади, оброблені великим рустом — грубо обтесаним каменем або його імітацією. З 16 століття в оформленні фасадів посилилася роль ордерних елементів і скульптурного декору. З часом композиція паллаццо дедалі більше набувала зв'язку із міським оточенням і природним середовищем. До заднього фасаду палаццо часто став примикати терасовий сад. У різних областях Італії поступово склалися місцеві різновиди палаццо.

## Відомі палаццо
- Палаццо-Адріано
- Палаццо-Канавезе
- Палаццо-Піньяно
- Палаццо-Сан-Джервазіо
- Палаццо Альберіні, Рим
- Палаццо Альтемпс
- Палаццо Барберіні
- Палаццо Бонакорсо
- Палаццо Веккіо
- Палаццо Венеція
- Палаццо Вольпі, Комо
- Палаццо Грассі
- Палаццо Дандоло
- Палаццо Дольфін-Манін
- Палаццо Доріа Памфілі
- Палаццо Каваллі-Франкетті
- Палаццо Канчеллерія
- Палаццо Колонна
- Палаццо Комунале (Болонья)
- Палаццо Контаріні дель Боволо
- Палаццо Корнер-Спінеллі
- Палаццо Кіджі
- Палаццо Лабіа
- Палаццо Мадама
- Палаццо Мадама (Рим)
- Палаццо Маньяні
- Палаццо Монтечиторіо
- Палаццо Нуово
- Палаццо Памфілі
- Палаццо Пітті
- Палаццо Россо
- Палаццо Фава
- Палаццо Фарнезе
- Палаццо деї Камерленґі
- Палаццо консерваторе
- Палаццо Ґрімані
- Палаццоло-Акреїде
- Палаццоло-Верчеллезе
- Палаццоло-делло-Стелла
- Палаццоло-сулл'Ольйо
- Палаццуоло-суль-Сеніо